# Haworthia subhamata
Haworthia subhamata är en grästrädsväxtart som beskrevs av M. Hayashi. Haworthia subhamata ingår i släktet Haworthia och familjen grästrädsväxter. Inga underarter finns listade i Catalogue of Life.